# ناحیه واپلا، شهرستان دویت، ایلینوی
ناحیه واپلا (به انگلیسی: Wapella Township) یک منطقهٔ مسکونی در ایالات متحده آمریکا است که در شهرستان دویت واقع شده‌است. ناحیه واپلا ۹۴۴ نفر جمعیت دارد و ۲۲۰ متر بالاتر از سطح دریا واقع شده‌است.